# Deserto di Zin

Il deserto è a sud.

Il deserto di Zin (in ebraico מדבר צין‎?, Midbar Tzin) è un'area geografica menzionata nella Torah come contenente Kadesh al suo interno. ed è quindi indicato anche come deserto di Kadesh. La maggior parte degli studiosi, così come le fonti tradizionali, identificano questa natura selvaggia come parte del Wadi Araba.
Dal nome simile a deserto di Sin, i due nomi vengono tradotti in modo differente ma la cosa non è facilmente evidente da quanto riportato nella Septuaginta e nella Vulgata, che, a parte di un paio di occorrenze, rendono i termini ebraici ṣīn e sîn come "Sin". Il deserto di Sin è menzionato nella Bibbia come adiacente al Monte Sinai, mentre alcuni lo considerano come al-Madhbah a Petra, adiacente al centrale Wadi Araba, ed è quindi molto possibile che il deserto di Sin e il deserto di Zin siano lo stesso luogo.
Fu questa regione che Thomas Edward Lawrence esplorò in un sondaggio militare per conto dell'esercito britannico quando fu arruolato in servizio. La sua spedizione, finanziata dal Palestine Exploration Fund, includeva un'indagine sull'intero deserto del Negev.